# نصير كندي (مراغة)
نصير كندي هي قرية في مقاطعة مراغة، إيران. عدد سكان هذه القرية هو 227 في سنة 2006.